# Tsingymantis antitra
Tsingymantis antitra is een kikker uit de familie gouden kikkers (Mantellidae). De soort werd voor het eerst wetenschappelijk beschreven door Frank Glaw, Simone Hoegg en Miguel Vences in 2006. Het is de enige soort uit het monotypische geslacht Tsingymantis.
De kikker komt voor in delen van Afrika en is maar van een enkele locatie bekend in het noorden van Madagaskar.
De mannetjes bereiken een lichaamslengte tot 54 millimeter, vrouwtjes worden groter en bereiken een lengte van 55 tot 64 mm. De lichaamskleur is bruin tot roodbruin met groene, grillige vlekken op de rug en de poten.